# دهستان شریف‌آباد (سیرجان)
دهستان شریف‌آباد نام دهستانی در بخش مرکزی شهرستان سیرجان استان کرمان ایران است.

## جمعیت
براساس سرشماری مرکز آمار ایران در سال ۱۳۸۵، جمعیت آن ۹۷۶۴ نفر (۲۳۳۲ خانوار) بوده‌است.